# حمزة بك الهوتسالي
حمزة بك (بالآفارية: ХIамзат Бек - بالشيشانية: Хьамзат Бек - بالروسية: Гамзат-бек) واسمه الكامل: حمزة بك بن علي اسكندر بك الهوتسالي (1 تشرين الأول 1789 _ 19 أيلول 1834) الإمام  الثالث لإمامة القوقاز، وهو يعتبر خليفة الإمام غازي الغيمراوي بعد استشهاده في العام 1832.
ولد حمزة بك لأحد بكوات الآفار، تعلم على يد العديد من مشايخ الطرق الصوفية في زمانه، فأصبح تابعاً مخلصاً لهم. في شهر أغسطس من العام 1834، شنت قوات الإمام حمزة بك حملة على خانات الآفار، الذين كانوا مناوئين للأئمة القوقازيين وداعمين للحكومة الروسية، فاستطاعت قوات الأئمة دخول «خنزاخ» عاصمة خانات الآفار وأعدمت حاكمتها «باخوبيكي» وأبنائها. تآمر مؤيدو خان الآفار، وعلى رأسهم حجي مراد، على الإمام حمزة بك وقاموا بعملية اغتيال ناجحة له أثناء صلاة الجمعة (رواية ليو تولستوي حجي مراد وثقت هذا الحدث) بعد وفاة الإمام حمزة، خلفه الإمام شامل الداغستاني، والذي أصبح ثالث الأئمة القوقازيين.